# Alistair Mackay
Pour les articles homonymes, voir Mackay.
Alistair Forbes Mackay (22 février 1878, Carsgey, Argyllshire — février 1914) est un explorateur britannique de l'Antarctique.
Fils du colonel A. Forbes Mackay du 92e régiment des Gordon Highlanders, il fait ses études à Édimbourg, puis suit à Dundee les cours de zoologie des professeurs Patrick Geddes et D'Arcy Wentworth Thompson.
Après avoir été soldat en Afrique du Sud, puis dans la police de Robert Baden-Powell, il passe l'examen final de médecine pour le titre de chirurgien.
Célibataire, il a navigué quatre ans dans la Royal Navy avant de prendre sa retraite et partir à vingt-neuf ans comme assistant chirurgien sur l'expédition Nimrod (1907–1909) dirigée par Ernest Shackleton. Durant cette expédition, il a atteint le pôle Sud magnétique avec Edgeworth David et Douglas Mawson.